# Svärdsjö hembygdsförening

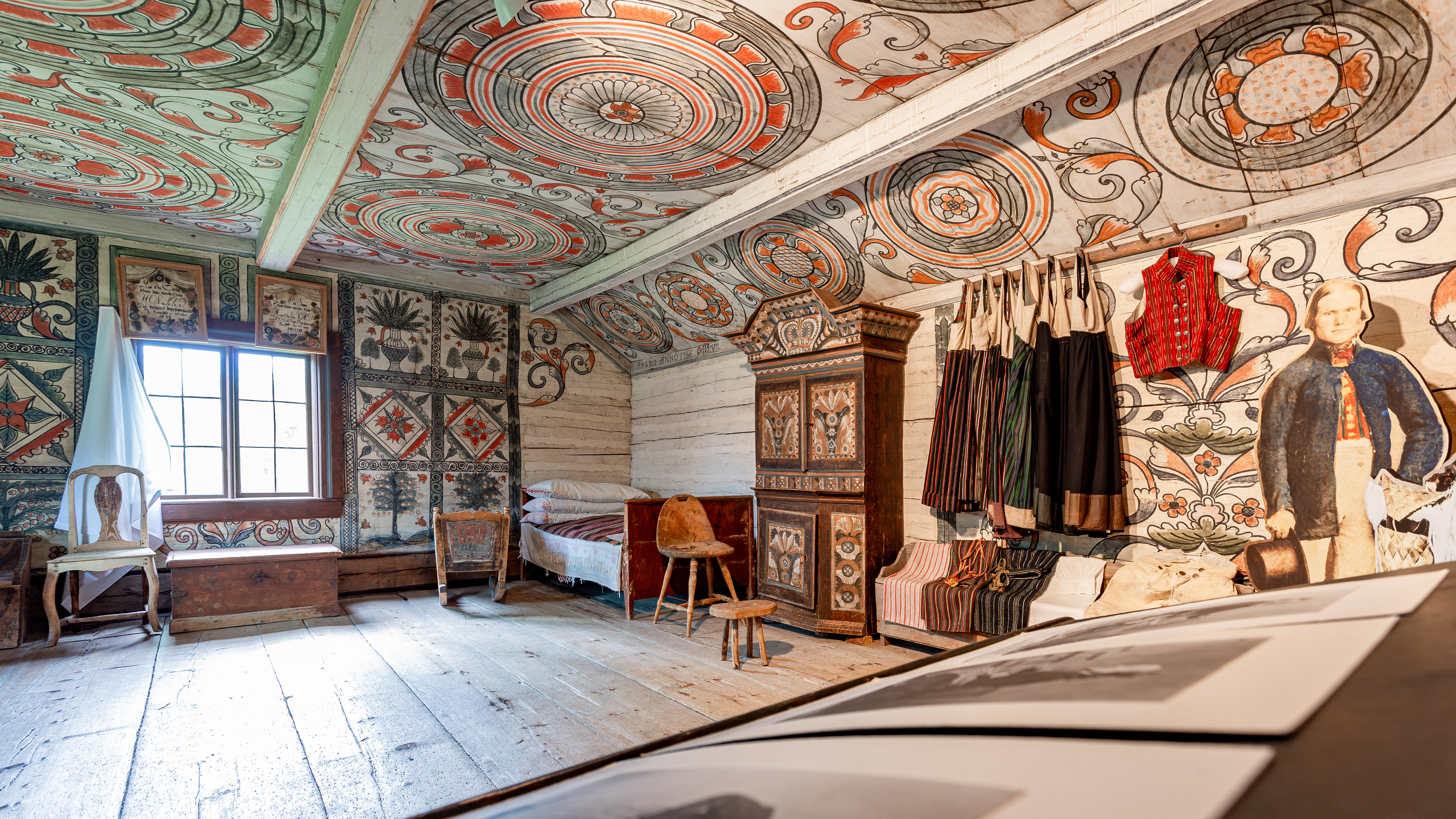
Interiör från parstugan, Gammelgården Svärdsjö

Svärdsjö hembygdsförening är en svensk hembygdsförening som är verksam i Svärdsjö socken i Falu kommun i Dalarna. Föreningen grundades 1921 och har drygt 450 medlemmar. Gammelgården i Svärdsjö, som invigdes den 28 juni 1931, är centrum för hembygdsföreningens verksamhet. 
Föreningen anordnar många olika sorters evenemang, bland annat midsommarfirande, Svärdsjökvällar med olika teman och träffar för adventskaffe. Föreningen sköter även all verksamhet på konstnärshemmet Arvid Backlund-gården i Kyrkbyn. Arvid Backlund var del av interimsstyrelsen som bildade hembygdsföreningen, de andra styrelsemedlemmarna var Stig Borglind, Olof Vidner, Karin Vikström och Elsa Östberg.